# Shelbi Vaughan
Shelbi Vaughan (ur. 24 sierpnia 1994) – amerykańska lekkoatletka specjalizująca się w rzucie dyskiem.
W 2011 zdobyła brązowy medal na mistrzostwach świata juniorów młodszych oraz zwyciężyła podczas mistrzostw panamerykańskich juniorów. Stanęła na trzecim stopniu podium juniorskich mistrzostw świata w Barcelonie (2012). Złota medalistka mistrzostw NCAA.
Rekord życiowy: 64,52 (16 maja 2015, Tallahassee). 

## Osiągnięcia
| Rok  | Impreza                               | Miejsce         | Pozycja           | Wynik |
| ---- | ------------------------------------- | --------------- | ----------------- | ----- |
| 2011 | Mistrzostwa świata juniorów młodszych | Lille Metropole | 3. miejsce        | 52,58 |
| 2011 | Mistrzostwa panamerykańskie juniorów  | Miramar         | 1. miejsce        | 53,12 |
| 2012 | Mistrzostwa świata juniorów           | Barcelona       | 3. miejsce        | 60,07 |
| 2015 | Mistrzostwa świata                    | Pekin           | el. – 14. miejsce | 60,24 |
| 2016 | Młodzieżowe mistrzostwa NACAC         | San Salvador    | 1. miejsce        | 57,20 |
| 2016 | Igrzyska olimpijskie                  | Rio de Janeiro  | el. – 29. miejsce | 53,33 |